# فيرنر فينتر
فيرنر فينتر (بالألمانية: Werner Winter)‏ هو لغوي ألماني، ولد في 25 أكتوبر 1923 في Haselau ‏ في ألمانيا، وتوفي في 7 أغسطس 2010 في برييتس في ألمانيا.